# Bob Richards
Robert Eugene Richards, detto Bob (Champaign, 20 febbraio 1926 – 26 febbraio 2023), è stato un astista e politico statunitense.

## Biografia
Ai Giochi della XV Olimpiade vinse l'oro nel salto con l'asta ottenendo un risultato migliore dello statunitense Donald Laz (medaglia d'argento) e dello svedese Ragnar Lundberg (medaglia di bronzo). Con la vittoria a Melbourne nel 1956 divenne il primo atleta della storia ad aver vinto due ori olimpici consecutivi nel salto con l'asta, eguagliato poi da Armand Duplantis.
Nelle elezioni presidenziali degli Stati Uniti del 1984, Richards si candidò alla presidenza degli Stati Uniti con la tessera del "Partito Populista", piccola formazione di estrema destra (da non confondere con il Partito del Popolo), con il sostegno del Partito Indipendente Americano. Lui e la candidata vicepresidente Maureen K. Salaman ottennero 66.324 voti, circa lo 0,1% dei consensi.

## Palmarès
| Anno | Manifestazione      | Sede              | Evento           | Risultato | Misura | Note            |
| ---- | ------------------- | ----------------- | ---------------- | --------- | ------ | --------------- |
| 1948 | Giochi olimpici     | Londra            | Salto con l'asta | Bronzo    | 4,20 m |                 |
| 1951 | Giochi panamericani | Buenos Aires      | Salto con l'asta | Oro       |        |                 |
| 1952 | Giochi olimpici     | Helsinki          | Salto con l'asta | Oro       | 4,55 m | Record olimpico |
| 1955 | Giochi panamericani | Città del Messico | Salto con l'asta | Oro       |        |                 |
| 1956 | Giochi olimpici     | Melbourne         | Salto con l'asta | Oro       | 4,56 m | Record olimpico |